# Lasse Sørensen
Lasse Sørensen, né le 7 décembre 1996 à Aalborg, est un pilote automobile danois. Champion de France de Formule 4 en 2014, il pilote en NASCAR Whelen Euro Series depuis 2019, et y est sacré champion Élite 2 cette même année. Il est le frère cadet du pilote Marco Sørensen.

## Biographie
Lasse Sørensen remporte plusieurs titres internationaux en karting au début des années 2010. Il passe en monoplace en 2012, participant aux championnats danois et nord-européen de Formule Ford, avant d'être sacré champion de France de Formule 4 en 2014. Il participe ensuite à quelques courses de Formule Renault 2.0 mais n'y rencontre pas le même succès, ne marquant aucun point en sept courses en Eurocup, avec Manor MP Motorsport. 
En 2016, Lasse Sørensen rejoint le Danish Thundersport Championship (en), équivalent d'un championnat de NASCAR danois. Il remporte le championnat en 2017. En 2018, en parallèle d'un titre de vice-champion dans ce même championnat, il effectue quelques tests en LMP3 en European Le Mans Series.
En 2019, Lasse Sørensen rejoint les NASCAR Whelen Euro Series, championnat européen de NASCAR : il y remporte quatre victoires en catégorie Élite 2, dont notamment une victoire à Brands Hatch en partant de la 27e et dernière place sur la grille. Il est sacré champion dès sa première saison,. En fin d'année, il participe au Rookie Test du championnat du monde d'endurance FIA avec l'Aston Martin Vantage AMR (pilotée habituellement durant le championnat par son grand-frère Marco).

## Résultats en compétition automobile
- 2012 : 
  - Championnat des Pays-Bas de Formule Ford : 17e (trois courses, une victoire)
  - Formule Ford NEZ : 7e (trois courses)
- 2013 : 
  - Championnat du Danemark de Formule Ford : 2e (huit victoires)
- 2014 : 
  - Championnat de France de Formule 4 : Champion (huit victoires)
- 2015 : 
  - Formula Renault 2.0 Northern European Cup : 29e
  - Eurocup Formula Renault 2.0 : 26e
- 2016 : 
  - MASCOT Danish Thundersport Championship : 11e (une victoire)
- 2017 : 
  - MASCOT Danish Thundersport Championship : Champion (six victoires)
- 2018 : 
  - MASCOT Danish Thundersport Championship : 2e (trois victoires)
- 2019 : 
  - NASCAR Whelen Euro Series : Champion Élite 2 (sept victoires)